# 比温巴
比温巴位于卢旺达北方省奇甘比縣，是北方省以及奇甘比縣的首府。該市鎮面積48平方公里，2015年有70,593人口。比溫巴境內有SOS兒童村。該地位於盧旺達首都基加利以北约60公里（37英里）处。